# Kvène
Cet article concerne la langue kvène. Pour le peuple kvène, voir Kvènes.
Le kvène (en norvégien : kvensk språk, en finnois kveenin kieli ou kainun kieli) est un dialecte finnois parlé principalement par la population kvène dans le nord de la Norvège.
Parfois considéré comme une langue à part entière, le kvène est un dialecte mutuellement intelligible du finnois, appartenant au sous-groupe dialectal de Ruija (Finnmark) à l'intérieur du groupe bien plus vaste des dialectes Peräpohjola au sein des dialectes finnois occidentaux. Il est très proche des dialectes finnois du nord, également parlés en Suède (meänkieli).
La plupart des locuteurs du kvène se trouvent de nos jours dans les communautés du nord-est de la Norvège, comme Bugøynes, Neiden, Vestre Jakobselv, Vadsø, et Børselv. On trouve encore quelques locuteurs plus âgés dans les municipalités de Nordreisa et Storfjord. De toutes les communautés kvènes de Norvège, c'est peut-être celle de Bugøynes qui reste la plus vivante.
Dans le nord-est de la Norvège, surtout autour du Fjord Varanger, le langage parlé est très similaire au finnois standard, tandis qu'à l'ouest d'Alta il comprend un grand nombre de spécificités, en raison de son plus grand isolement de la Finlande.
Le kvène a peu à peu incorporé de nombreux termes empruntés au norvégien, comme tyskäläinen « allemand » (tysk en norvégien), alors que le terme finnois standard est saksalainen. Il conserve aussi des termes finnois qui ne sont plus en usage aujourd'hui en Finlande.
L'usage du kvène a longtemps été interdit en Norvège, dans le cadre d'une politique d'assimilation des minorités. Les toponymes kvènes ont été remplacés par des noms norvégiens. Depuis les années 1970, les Kvènes (comme les Sames) ont été autorisés à utiliser leur langue maternelle, et à l'enseigner dans les écoles. En 2005, le kvène a obtenu le statut de langue minoritaire en Norvège, dans le cadre de la Charte européenne des langues régionales ou minoritaires.
Un rapport gouvernemental de 2005 estimait le nombre de locuteurs du kvène entre 2 000 et 8 000, en fonction des critères pris en compte. Cependant de nos jours, le nombre de jeunes qui parlent la langue est très faible, ce qui en fait une langue en danger.
Il existe depuis 1995 un périodique bilingue kvène / norvégien, le Ruijan Kaiku (« L'Écho du Finnmark », actuellement 10 numéros par an, 24 pages), publié à Tromsø. Le kvène est également enseigné désormais à l'université de Tromsø.

## Écriture
| a | b | d | đ | e |
| f | g | h | i | j |
| k | l | m | n | o |
| p | r | s | š | t |
| u | v | y | ä | ö |